# Östra Abborrtjärnen (Brattfors socken, Värmland)
Östra Abborrtjärnen är en sjö i Filipstads kommun i Värmland och ingår i Göta älvs huvudavrinningsområde.